# Luis Cristóbal Ponce de León
Luis Cristóbal Ponce de León (1512-9 de octubre de 1573) II duque de Arcos, grande de España, III marqués de Zahara, II conde de Casares, señor de Marchena y de Villagarcía.

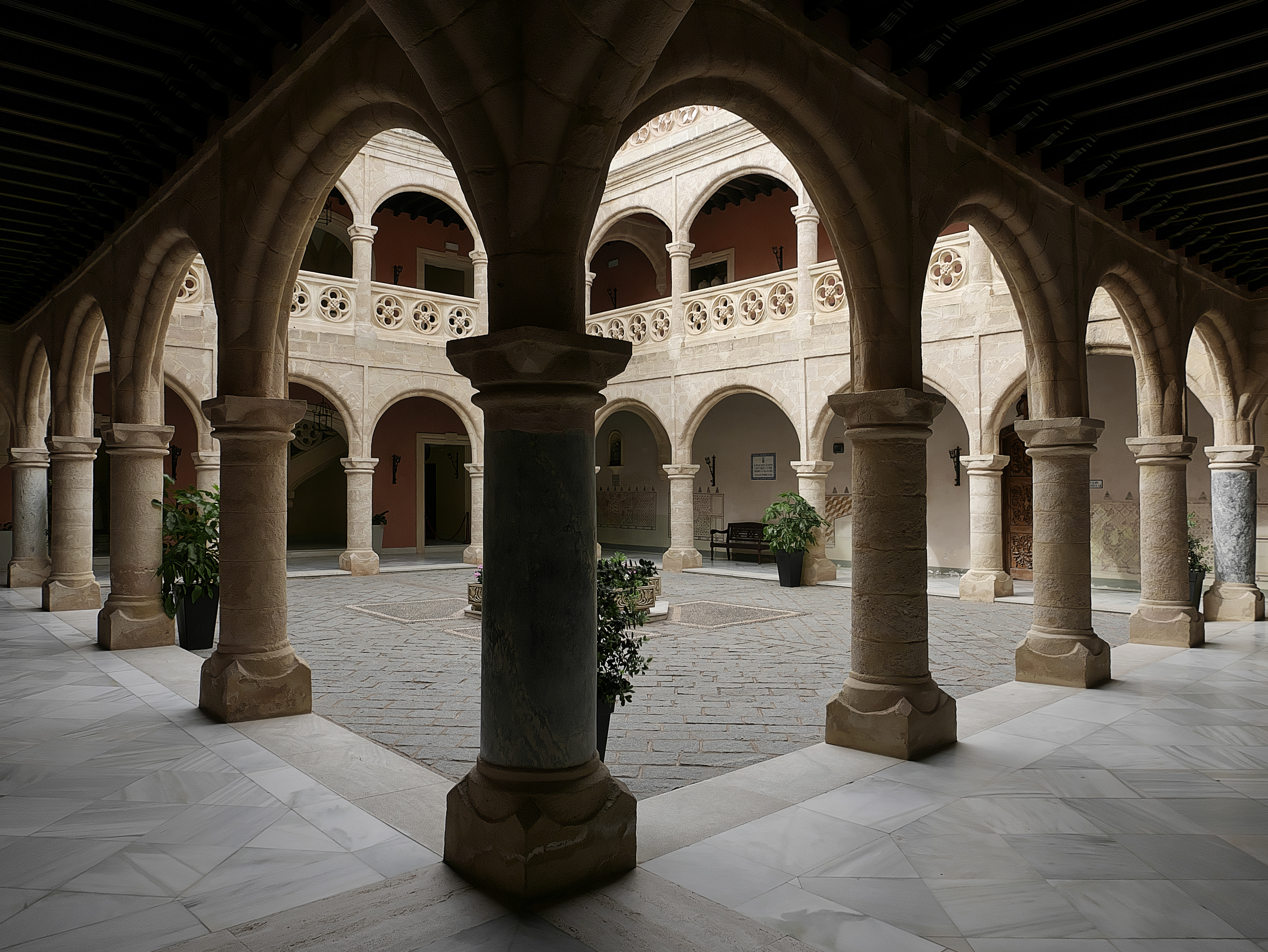
Castillo de Luna (Rota), lugar de nacimiento.

## Biografía
Hijo del duque Rodrigo Ponce de León, I duque de Arcos y de María Téllez-Girón, pasó a Flandes como capitán general de una armada que llevaba cinco mil españoles, y luchó en la jornada de Dourlens, donde murió su primo Manuel, hijo del conde de Bailén. 
Al firmarse la Paz de Cambrai en 1559 quedó, con el duque de Alba, Guillermo de Nassau y el conde de Egmont como rehén para garantizar el cumplimiento del tratado. Pasó luego como embajador a París cerca de la reina Catalina de Médici, y vuelto a España, vivía retirado en Marchena cuando la sublevación de los moriscos de 1570 le obligó a ofrecer participar en las acciones militares del lado del Rey.
Recibió en recompensa el virreinato de Valencia, del que no llegó a tomar posesión al morir en Madrid en 1573.
Casó con María de Toledo y Figueroa (m. 1565), hija de Lorenzo Suárez de Figueroa, III conde de Feria, y de su esposa Catalina Fernández de Córdoba y Enríquez, II marquesa de Priego. Le sucedió en sus títulos su hijo del segundo matrimonio, Rodrigo Ponce de León.
| Predecesor: Rodrigo Ponce de León | Duque de Arcos 1530-1573 | Sucesor: Rodrigo Ponce de León |